# Klasične Atene
Atene (starogrško Ἀθῆναι, Athênai) so bile v klasičnem obdobju antične Grčije (508–322 pr. n. št.)  glavno mestno središče znamenitega polisa (mesta države) z istim imenom v Atiki in vodile Delsko zvezo v peloponeški vojni proti Šparti in Peloponeški zvezi. Atenska demokracija je bila ustanovljena leta 508 pr. n. št., ko je po tiraniji Izagore zavladal Klejsten. Ta sistem je ostal izjemno stabilen in z nekaj kratkimi prekinitvami ostal 180 let, do 322 pr. n. št. (po lamijski vojni). Vrhunec atenske hegemonije je bil dosežen v letih 440 do 430 pr. n. št., znan kot Periklejeva doba.
V klasičnem obdobju so Atene postale središče umetnosti, učenja in filozofije, dom Platonove Akademije in Aristotelovega Likejona.  Atene so bile tudi rojstni kraj Sokrata, Perikleja, Sofokleja in številnih drugih uglednih filozofov, pisateljev in politikov antičnega sveta. Pogosto se omenjajo kot zibelka zahodne civilizacije in rojstni kraj demokracije , predvsem zaradi vpliva kulturnih in političnih dosežkov v 5. in 4. stoletju pred našim štetjem na preostanek tedanje evropske celine. 

## Vzpon moči (508–448 pr. n. št.)
Hipias, sin tirana Pejzistrata, je leta 514 pr. n. št. vzpostavil diktaturo. Bil je zelo nepriljubljen, čeprav sta v letih 511 in 510 pr. n. št. vladali stabilnost in blaginja s pomočjo Šparte. Klejsten, radikalni politik iz aristokratskega ozadja (družina Alkmajonidov), je strmoglavil Hipia in prevzel oblast ter vzpostavil demokracijo v Atenah. Klejstenove reforme so prinesle zamenjavo štirih tradicionalnih plemen (fil) z desetimi novimi glede na njihovo prebivališče (njihovih dem) brez razredne podlage. Razdeljena so bila v tri skupine, imenovane tritije, z desetimi demami, razdeljenimi med tri regije v vsaki tritiji (mesto, asti, obalo, paralija, in deželo, mesogeja). Reorganiziral je bule, ki je imel 400 članov, kar je uvedel Solon, zdaj je imel 500 članov, 50 iz vsakega plemena. Bule – svet je vodil Atene. Na javno mnenje volivcev je vplivala politična satira, ki so jih pisali pisci komedij in uprizarjali v mestnih gledališčih. [6] Skupščina ali eklezija je bila odprta za vse državljane in je bila zakonodajalka in vrhovno sodišče, razen za umore in verske zadeve, o katerih je razsojal areopag – atensko vrhovno sodišče. O večini služb je odločal žreb, deset strategov (generalov) pa je bilo izvoljenih.
Pred vzponom Aten je Šparta, mesto z militaristično kulturo, veljala za vodjo Grkov in uveljavila hegemonijo. Leta 499 pr. n. št. so Atene poslale vojsko za pomoč jonskim Grkom v Mali Aziji, ki so se uprli perzijskemu imperiju (glej jonski upor). To je izzvalo dva perzijska vdora v Grčijo, ki sta ju ubranila Miltiad in Temistokles (glej grško-perzijske vojne). Leta 490 so Atenci, ki jih je vodil Miltiad, preprečili prvi vdor Perzijcev, ki ga je vodil kralj Darej I., v bitki pri Maratonu. Leta 480 so se Perzijci vrnili z novim vladarjem Kserksom I. Helenska zveza, ki jo je vodil špartanski kralj Leonidas, je pripeljala 7000 moških, da bi zadržali ozek prehod pri Termopilah proti 100.000 do 250.000 perzijskim vojakom. Vsi Grki z Leonidom in še 300 drugimi špartanskimi elitnimi vojaki so bili ubiti. Istočasno so Atenci dobili neodločen pomorski boj pri rtu Artemiziju. Vse to ni bilo dovolj, da bi preprečili perzijsko napredovanje skozi Beocijo, kjer so v Tebah postavili svoje oporišče in vstopili v južno Grčijo. To je prisililo Atence, da evakuirajo Atene, ki so jih Perzijci zasedli. Nato so Atenci in njihovi zavezniki, ki jih je vodil Temistokles v bitki pri Salamini, premagali perzijsko mornarico na morju. Špartanska hegemonija je prešla na Atene in te so vojno pripeljali do Male Azije. Te zmage so omogočile, da se je večina Egejskega morja in številnih drugih delov Grčije združila v Delski zvezi, v kateri so prevladovale Atene.

## Atenska hegemonija (448–430 pr. n. št.)
Ko je vladal Efialt kot vodja demokratične frakcije, je bil Periklej njegov namestnik. Ko so Efialta umorili njegovi sovražniki, je bil leta 445 pr. n. št. Periklej izvoljen za generala ali stratega. Ta položaj je zadržal do svoje smrti 429 pr. n. št., vedno ga je izvolila atenska skupščina.
Periklej, atenski general, politik in govornik, je sebe povzdignil nad druge osebnosti tega obdobja, moške, ki so se odlikovali v politiki, filozofiji, arhitekturi, kiparstvu, zgodovini in literaturi. Spodbujal je umetnost in literaturo ter dal Atenam sijaj, ki se v zgodovini nikoli ni  vrnil. Veliko je gradil in izboljšal življenje državljanov, to je bila atenska zlata doba. Srebro, pridobljeno v Lavrionu na jugovzhodnem delu Atike, je močno prispevalo k blaginji te dobe v Atenah.

## Peloponeška vojna (431–404 pr. n. št.)
Nezadovoljstvo drugih mest z atensko hegemonijo je leta 431 pr. n. št. pripeljalo do peloponeške vojne, kar je oslabilo Atene in njene pomorske sile proti kopenskim silam, ki jih je vodila Šparta. Spor je pomenil konec atenskega prvenstva na morju. Vojna med Atenami in mestno državo Šparto se je končala z atenskim porazom, ko je Šparta ustanovila svojo mornarico.
Atensko demokracijo je na kratko zrušil državni udar leta 411, ki je izbruhnil zaradi slabega ravnanja med vojno, vendar je bila hitro obnovljena. Vojna se je končala z dokončnim porazom Aten letu 404 pr. n. št. Za poraz so krivili demokratična politika Kleona in Kleofonta, zato je bilo razpoloženje usmerjeno proti demokraciji, kar je podprla špartanska vojska (vlada tridesetih tiranov). Leta 403 pr. n. št. je Trazibul obnovil demokracijo in oznanil amnestijo.

## Korintska vojna in druga Atenska zveza (395–355 pr. n. št.)
Nekdanji zavezniki Šparte so se kmalu obrnili proti njej zaradi njene imperialistične politike in nekdanji atenski sovražnici, Tebe in Korint, sta postali njeni zaveznici. Argos, Tebe in Korint so se povezali z Atenami in se v korintski vojni med letoma 395 in 387 pr. n. št. borili proti Šparti. Nasprotovanje Šparti je Atenam omogočilo ustanovitev druge atenske zveze. Končno so Tebe leta 371 pr. n. št. v bitki pri Levktri premagale Šparto, vendar so se druga grška mesta, tudi Atene, obrnila proti Tebam in konec je bilo njihove prevlade po bitki pri Mantineji (362 pr. n. št.) s smrtjo njihovega voditelja, vojaškega genija Epaminonda.

## Atene pod Makedonci (355–322 pr. n. št.)
Sredi stoletja je pri atenskih zadevah prevladalo severno kraljestvo Makedonija kljub opozorilom zadnjega velikega državnika neodvisnih Aten Demostena. Leta 338 pr. n. št. je vojska Filipa II. premagala Atene v bitki pri Hajroneji, kar je dejansko omejilo atensko neodvisnost. Atene in druge države so postale del Korintske zveze. Osvajanja Filipovega sina Aleksandra Velikega so razširila grško obzorje in tradicionalna grška mestna država je postala zastarela. Antipater je leta 322 pr. n. št. razpustil atensko vlado in ustanovil plutokratski sistem.  Atene so ostale bogato mesto z briljantnim kulturnim življenjem, vendar nič več neodvisno.
V 2. stoletju pr. n. št., po bitki pri Korintu (146 pr. n. št.), je bila Grčija vključena v Rimsko republiko, v provinco Ahaja in končala se je 200-letna makedonska prevlada.

## Geografija

### Pregled
Atene so bile v Atiki, okoli 30 stadijev od morja, na jugozahodnem pobočju hriba Likabet, med manjšimi rekami Cefis na zahodu, Ilis na jugu in Eridan na severu, od katerih zadnja teče skozi mesto. Mestno obzidje je imelo približno 1,5 km v premeru, na svojem vrhu je mesto imelo predmestje, ki se je raztezalo precej čez to obzidje. Akropola je bila južno od središča tega obzidanega območja. Mesto je Kserks leta 480 pr. n. št. požgal, a je bilo pod Temistoklovo upravo kmalu obnovljeno, pod Kimonom so zrasle javne zgradbe in še posebej pod Periklejem v obdobju od 461 do 429 pr. n. št., ko je doseglo svoj največji sijaj. Lepota mesta so bile predvsem javne zgradbe, saj so bile zasebne hiše večinoma nepomembne in ulice  slabo postavljene. Proti koncu peloponeške vojne je imelo več kot 10.000 hiš [7], ki bi z 12 prebivalci na hišo omogočile nastanitev 120.000 prebivalcev, čeprav nekateri pisci ocenjujejo kar 180.000 prebivalcev. Atene sta sestavljala dva ločena dela:
- mesto je bilo razdeljeno na zgornje mesto ali akropolo in spodnje mesto, obkroženo s Temistoklovim obzidjem;
- pristaniško mesto Pirej, obkroženo z obzidjem in povezano z mestom z dolgim obzidjem, zgrajenim pod Kononom in Periklejem.

### Dolgo obzidje
Dolgo obzidje sta sestavljala dva vzporedna zidova, ki sta vodila do Pireja, dolga 40 stadijev (7 km), z ozkim prehodom med njima. Poleg tega je na vzhodu stal zid Falerona, dolg 35 stadijev (6,5 km). Zato so ga imenovali dolgo obzidje; zdi se, da je bilo ime omejeno na dva zidova, ki sta vodila do Pireja, medtem ko je bil zid do Falerona imenovan faleronski zid. Celotno obzidje je bilo dolgo 174,5 stadija (skoraj 35 km), od tega je 43 stadijev (9 km) pripadalo mestu, 75 stadijev (15 km) do dolgega obzidja in 56,5 stadijev (11 km) do Pireja, Munihije in Falerona.

### Akropola (Zgornje mesto)
Akropola, imenovana tudi Kekropija po svojem ustanovitelju Kekropsu, je bila strma skala sredi mesta, visoka približno 50 metrov, dolga 350 metrov in široka 150 metrov. Njena pobočja so bila strma na vseh straneh, razen na zahodnem koncu. Prvotno ga je obkrožal star kiklopski zid, ki so ga zgradili Pelazgi. Med peloponeško vojno je ostal le severni del tega zidu, ki se je še vedno imenoval Pelazgijski zid, medtem ko so južni del, ki ga je obnovil Kimon, imenovali Kimonov zid. Na zahodnem koncu Akropole, kjer je edino mogoč dostop, so bile veličastne propileje, vhod, ki ga je zgradil Periklej, pred desnim krilom, kjer je bil majhen tempelj Atene Nike. Vrh Akropole je bil pokrit s templji, kipi iz brona in marmorja ter številnimi drugimi umetniškimi deli. Od templjev je bil največji Partenon, ki je bil posvečen boginji Ateni. Severno od Partenona je bil veličasten Erehtejon s tremi ločenimi templji, tempelj, posvečen Ateni Polias ali "državni zaščitnici", Erehtejon, svetišče se imenuje po Erehteju, in Pandrozejon ali svetišče Pandrozos, Kekropsove hčere. Med Partenonom in Erehtejonom je bil ogromen kip Atene Promahos ali "tiste, ki vodi v boj", katere čelada in kopje sta se videla z morja.

### Agora (spodnje mesto)
Spodnje mesto je bilo zgrajeno na ravnici okoli Akropole, na kateri je bilo več gričev, zlasti na jugozahodnem delu. Na zahodni strani je obzidje obkrožalo hriba Nimfs in Pniks, na jugovzhodu pa je tekla reka Ilis.

### Vrata
Atene so imele veliko vrat, med pomembnejšimi pa so bila:
- Na zahodni strani: Dipilonska vrata, najprometnejša mestna vrata, ki so vodila od notranjega Keramejka do zunanjega Keramejka in do Akademije, Sveta vrata, kjer se je začela sveta cesta proti Elevzini, Vitezova vrata, verjetno med hribom Nimfs in Pniks, Pirejska vrata med Pniksom in Muzejonom, ki so vodila do ceste med dolgim obzidjem do Pireja. Melitska vrata, ker so pripeljala do deme Melite v mestu.
- Na južni strani: Vrata mrtvih v soseski Muzejon, Jonska vrata blizu Ilisa, kjer se je začela cesta proti Faleronu.
- Na vzhodni strani: Dioharjeva vrata, ki so vodila do liceja. Diomejska vrata, ki so vodila h gimnaziju (kinosarges) in demi Diomeja.
- Na severni strani: Aharnejska vrata, ki so vodila do deme Aharne.

### Okrožja
- Notranji Keramejk ali Lončarska četrt na zahodu mesta je segala severno do Dipilonskih vrat, s katerimi je bila ločena od zunanjega Keramejka; Keramejk je imel agoro ali glavni trg mesta, edini trg v mestu, ki je ležalo severozahodno od Akropole in severno od areopaga.
- Dema Melita na zahodu mesta, južno od notranjega Keramejka.
- Dema Skambonidaj v severnem delu mesta, vzhodno od notranjega Keramejka.
- Kolitos v južnem delu mesta, južno in jugozahodno od Akropole.
- Kele, okrožje na jugozahodu mesta.
- Limnaj, okrožje vzhodno od Mileta in Kolita, med Akropolo in Ilisom.
- Diomeja, okrožje na vzhodu mesta, blizu istoimenskih vrat in gimnazija.
- Agraj, okrožje, južno od Diomeje.

### Griči
- Areopag, Aresov hrib, zahodno od Akropole, ki se je imenoval po slavnem svetu, ki je tam zasedal in je bil na južni strani dostopen po stopnicah, izklesanih iz skale.
- Hrib Nimfs, severozahodno od areopaga.
- Pniks, polkrožni hrib, jugozahodno od areopaga, kjer je bila eklezija (skupščina),  pozneje pa so se ljudje srečevali v Dionizovem gledališču.
- Muzejon, hrib Muz, južno od Pniksa in areopaga.

### Ulice
Med pomembnejšimi ulicami je bile:
- Pirejeva ulica je vodila od Pirejskih vrat do agore.
- Panatenejska pot je vodila od Dipilonskih vrat do Akropole prek agore, kjer je bila slavnostna procesija med panatenejskim festivalom.
- Ulica tripodov na vzhodni strani Akropole.

### Javne zgradbe
- Templji. Najpomembnejši je bil Olimpejon ali Tempelj olimpskega Zevsa jugovzhodno od Akropole, blizu Ilisa in vodnjaka Kaliroa, ki je bil dolgo nedokončan in ga je končal šele Hadrijan, nato Hefajstov tempelj, ki je zahodno od agore, Aresov tempelj, severno od agore, Metroon ali tempelj matere bogov na zahodni strani agore. Poleg tega je bilo v vseh delih mesta veliko drugih templjev.
- Bulevterij (hiša senata), na zahodni strani agore.
- Tolos, okrogla stavba v bližini bulevterija, ki jo je zgradil okoli 470 pr. n. št. Kimon, in se je uporabljal kot pritanej, v njem so imeli pritanejci jedilnico in spalne prostore.

- Stoa ali kolonada, stebrišče, ki se je uporabljalo kot kraj počitka med vročino. V Atenah jih je bilo več: bazilejska (kraljevska), dvorišče kralja arhonta, na zahodni strani agore; elevterijska ali Zevsova na zahodni strani agore; pobarvana (poikile), ker je bila na severni strani agore okrašena s Polignotovo fresko bitke na Maratonskem polju.

- Gledališča. Dionizovo gledališče na jugovzhodnem pobočju Akropole je bilo veliko državno gledališče. Poleg tega so bili tudi odeoni za tekmovanja v vokalni in instrumentalni glasbi, starodavno gledališče ob vodnjaku Kaliroa. Drugo je zgradil Periklej blizu Dionizovega gledališča na jugovzhodnem pobočju Akropole. Danes je ohranjen odeon Heroda Atiškega, ki je bil zgrajen v rimskih časih.
- Panatenejski stadion je bil južno od Ilisa v okrožju Agrai, kjer je potekal atletski del panatenejskih iger.
- Argirokopeum (kovnica) je bila verjetno v sosednji kapeli ali ob njej (heroon), posvečena junaku Stefaneforu.

### Predmestja
- Zunanji Keramejk severozahodno od mesta je bil najlepše predmestje Aten. Tu so bili pokopani Atenci, ki so padli v vojni, na koncu pa je bila Akademija, šest stadijev iz mesta.
- Gimnazij (kinosarg) vzhodno od mesta, čez reko Ilis, dostopen skozi Diomejska vrata do gimnazija, ki je bil posvečen Herakleju, v njem je učil cinik Antisten.
- Likejon, vzhodno od mesta, posvečen Apolonu Likijcu, na katerem je učil Aristotel.

## Kultura
Obdobje od konca perzijskih vojn do makedonskega osvajanja je bilo za Atene vrhunec literature, filozofije in umetnosti (grško gledališče). Najpomembnejše osebnosti zahodne kulturne in intelektualne zgodovine so v tem obdobju živele v Atenah: dramatiki Ajshil, Aristofan, Evripid in Sofoklej, filozofi Aristotel, Platon in Sokrat, zgodovinarji Herodot, Tukidid in Ksenofon, pesnik Simonid in kipar Fidija. Vodilni državnik tega obdobja je bil Periklej, ki je uporabil denar Delske zveze, da so zgradili Partenon in druge velike spomenike klasičnih Aten. Mesto je bilo po Periklejevih besedah šola za Hellas (šola za Grčijo). 